# Том Бомбадил
Том Бомбади́л (англ. Tom Bombadil) — персонаж произведений Дж. Р. Р. Толкина о Средиземье. Появляется в романе «Властелин Колец» (1954—1955). В первом томе, «Братство Кольца», Фродо Бэггинс и его спутники встречают Бомбадила в Старом лесу. Он также фигурирует в сборнике «Приключения Тома Бомбадила» (1962), где ему посвящены два стихотворения: «Приключения Тома Бомбадила» и «Лодочная прогулка Бомбадила». Существует и третье стихотворение, в котором присутствует персонаж — «Once Upon a Time» (рус.  «Однажды»).
Том Бомбадил живёт в Старом лесу вместе с Золотинкой, своей женой. Он имеет внешность бородатого улыбчивого человека, одетого в синюю куртку, жёлтые ботинки и шляпу с синим пером. Том разговаривает стихами и часто поёт. Несмотря на свою безобидную внешность, он обладает большой властью, являясь нечувствительным к силе Единого Кольца (в частности, не исчезает, надев Кольцо на палец, и видит других носителей Кольца), — единственный подобный персонаж в романе «Властелин Колец». Том Бомбадил — древнейший обитатель Средиземья, появившийся в нём «прежде, чем потекла вода и выросли деревья». Он является хозяином Старого леса и близлежащих окрестностей, но никогда не покидает пределов своего края.
Его точная природа никогда не была определена Толкином, и многие авторы попытались ответить на вопрос, заданный Фродо в книге: «Кто такой Том Бомбадил?»

## Происхождение
Прообразом Тома Бомбадила послужила деревянная кукла с таким именем (так называемая «голландская кукла» — англ. Dutch doll), одетая в красочные одежды, которая принадлежала второму сыну Толкина, Майклу, или, возможно, всем четырём его детям сразу. На кукле был тот же костюм, что и у персонажа во «Властелине Колец». Биограф Толкина Хамфри Карпентер писал, что старший сын Толкина, Джон, бросил её однажды в унитаз, потому что не любил её, но она была спасена. Толкин начал рассказывать истории об этом персонаже своим детям в 1920-х годах, но они не были записаны, за исключением небольшого прозаического фрагмента, в котором уже присутствуют в будущем основные характеристики Тома Бомбадила: он «крепок и весел», в синей куртке, жёлтых ботинках и шляпе с синим пером. Действие происходит в Британии во времена короля Бонгедига (валл. Bonhedig — «дворянин»). В этой короткой истории персонаж носит имя «Томбомбадил» (англ. Tombombadil) и является одним из старейших жителей королевства. Существует также стихотворение, созданное, вероятно, в середине 1930-х годов, позже описываемое Толкином как «истоки Тома Бомбадила».
Первым изданным текстом про этого персонажа стало стихотворение «Приключения Тома Бомбадила», опубликованное в журнале Oxford Magazine 15 февраля 1934 года (ранняя версия была написана около 1931 года). Том Бомбадил в нём последовательно встречается с Золотинкой, Старой Ивой, семьёй барсуков и умертвиями из Могильников — многие встречи создают предпосылки к приключениям в главах 6—8 из первой книги «Властелина Колец» «Братство Кольца». Эти инциденты, как представляется, частично вдохновлены неудачами, которые произошли когда-то с детьми Толкина, а Старая Ива, возможно, создан под влиянием рисунков Артура Рэкема, творчество которого высоко ценил Толкин.
После успеха повести «Хоббит» в 1937 году Толкин начинает работу над продолжением. Боясь, что он не знает, «что ещё можно сказать о хоббитах», он предлагает своему издателю, Стэнли Анвину, историю о Томе Бомбадиле, но ещё до получения ответа начинает писать первую главу «Властелина Колец». Тем не менее, Толкин очень быстро решил включить Тома Бомбадила в свой новый роман, поскольку он упоминается в его черновиках с начала 1938 года. Несмотря на то, что злоключения хоббитов (захваченных Старой Ивой, за чем следует их захват умертвиями) очень близки к тем, что произошли с Томом в «Приключениях Тома Бомбадила», «детский» тон, присущий стихотворению, в романе частично устранён, в результате чего произошло некоторое облагораживание персонажа.
В черновиках романа, когда Фродо спрашивает у Бомбадила, кто он, тот называет себя «аборигеном». Это согласовывается с тем фактом, что он является первым обитателем Старого леса. Джин Харгроув предполагает, что отказ от термина «абориген» в опубликованном произведении обусловлен стремлением избежать ассоциации его с друэдайн, дикими людьми Друаданского леса. Толкин также планировал сделать фермера Мэггота одним из родственников Тома, а его силу таковой, что Бомбадилу достаточно простого жеста руки, чтобы отогнать назгулов; и первоначально действия Фродо на броде Бруинена против назгулов являются попыткой подражать Бомбадилу. Хотя Том Бомбадил не сталкивается с назгулами в опубликованной версии романа, жест Фродо сравнивается с его предполагаемыми действиями в заключительном тексте последней главы первой книги: «Всадники остановились, но у Фродо не было силы Бомбадила».
В 1946 году издатель поинтересовался у Толкина, с какими произведениями можно было бы опубликовать его сказку «Фермер Джайлс из Хэма». Толкин предложил несколько стихотворений, в том числе «Приключения Тома Бомбадила», но в конечном счёте история была опубликована отдельно, с иллюстрациями Паулины Бейнс. В 1961 году тётя Толкина Джейн Нив попросила его опубликовать «книжку про Тома Бомбадила». Толкин передаёт идею издательству Allen & Unwin, и когда предложение было принято, он начал искать и переделывать различные стихи из своего раннего творчества, в том числе «Приключения Тома Бомбадила». Он также написал новое стихотворение — «Лодочная прогулка Бомбадила». Это новое стихотворение больше связывает Тома с миром «Властелина Колец», в нём упоминаются хоббиты и следопыты Севера, а также ряд мест Средиземья, в том числе Шир, Бри, река Брендивайн, Башенные холмы и Хейс-Энд. Книга «Приключения Тома Бомбадила» была опубликована в ноябре 1962 года.
Толкин написал третье стихотворение о Бомбадиле и Золотинке под названием «Однажды» — вероятно, после выхода «Властелина Колец». Оно было опубликовано в 1965 году в сборнике «Зимние рассказы для детей 1», изданном Macmillan Publishers.

## Образ
Первое появление Бомбадила во «Властелине колец» — это его песня, которую слышно даже прежде, чем видно его самого. Профессор-филолог Том Шиппи отмечает, что речь персонажа обладает поэтическими характеристиками (аллитерация и рифмы), и произносится так, что «хотя в ней есть определённый ритм (что нехарактерно для прозы), в ней нет ничего нарочитого или искусственного (то есть характерного для стихов)». Эта особенность также свойственна древнеанглийской прозе. Шиппи объясняет эту способность «возрастом» персонажа, происходящего от времени, когда «магия не требовала посоха волшебника, а происходила из одних только слов», и связывает её с «Калевалой», весьма любимым Толкином эпосом.
Толкин приводит описание Тома Бомбадила, когда его впервые видят хоббиты:

Вдруг, подскакивая и приплясывая, над камышами появилась видавшая виды мятая шляпа с высокой тульёй и длинным голубым пером, заткнутым за ленту. Шляпа ещё разок подпрыгнула, вильнула — и на тропе показался человек… или человек только с виду. По крайней мере, для хоббита он был явно великоват и тяжеловат, хотя на Большого, пожалуй, всё же не тянул. Зато шум он поднял такой, что хватило бы на двух Больших: вовсю топал толстыми ногами в огромных жёлтых башмаках и мял траву и камыши, как корова по дороге на водопой. На нём был синий балахон. Длинная каштановая борода доходила до пояса. Яркие синие глаза, лицо, похожее на спелое румяное яблоко, прорезанное сотней весёлых морщинок…— Толкин Дж. Р. Р. Глава шестая. Старый Лес // Властелин колец. Книга I. Содружество Кольца / Пер. с англ. М. Каменкович, В. Каррика
 Перо на шляпе Бомбадила имеет свою историю: в первом варианте стихотворения «Приключения Тома Бомбадила» оно было пером павлина, — эта деталь была изменена Толкином, потому что она не соответствовала обстоятельствам «Властелина колец». В итоге оно становится пером лебедя, а в стихотворении «Лодочная прогулка Бомбадила» объясняется, как Том получил своё синее перо (в этот раз — от зимородка).
Том Бомбадил вместе со своей женой Золотинкой живёт в доме, расположенном на окраине Старого леса. Он установил границы своего края, включающего Старый лес и окрестные земли, и никогда не покидает его пределы. В романе особенно акцентируется внимание на том, что Бомбадил является хозяином, а не правителем своих земель. По словам Толкина, «он не ведает ни страха, ни тени желания владеть и подчинять. Он просто знает и понимает всё то, что касается его в принадлежащем ему маленьком природном царстве». Слова Бомбадила обладают большой силой: его веления исполняют все жители Старого леса и близлежащих земель, даже умертвия из Могильников. Ещё одно свойство Бомбадила — умение давать названия вещам в соответствии с их сутью, что проявляется в эпизоде, когда он даёт имена пони хоббитов, и те всю свою жизнь на них отзываются. Том Шиппи отмечает, что подобный мотив встречается в мифе об «истинном языке», в котором «для каждого слова есть своя вещь и для каждой вещи — своё слово, и где „означающее“ естественно властвует над „означаемым“». Вероятно, благодаря владению этим языком Бомбадил имеет власть в своей земле.
Том Бомбадил является единственным персонажем «Властелина колец», который невосприимчив к воздействию Единого Кольца (в частности, не исчезает, надев его на палец и видит других, кто его надел). Когда на Совете Элронда возникает вопрос о том, можно ли доверить ему на хранение Кольцо ввиду его могущества, Гэндальф заявляет о невозможности реализации этого плана. Бессилие Кольца перед Томом Гэндальф объясняет полным безразличием Тома к той власти и могуществу, которое оно могло бы дать, но хранить Кольцо, по его словам, он не мог бы хотя бы потому, что слишком быстро забыл бы о нём и мог бы вообще выбросить. Кроме того, подвергается сомнению тот факт, что Том Бомбадил смог бы в одиночку противостоять всей силе Саурона.
Элронд называет Бомбадила старейшим из всех существ; с другой стороны — энт Древобород из леса Фангорн в романе тоже называется самым старым жителем Средиземья. Том Шиппи предлагает следующее объяснение этого противоречия: Том Бомбадил не является «живым» в привычном смысле этого слова, как не являются «мёртвыми» назгулы и умертвия. Джин Харгроув в «Энциклопедии Дж. Р. Р. Толкина» предполагает, что каждый из них является старейшим жителем Средиземья в своей категории — если Древобород относится к «биологическим» созданиям, то Бомбадил, подобно Валар и Майар, находится на другом уровне существования.

## Литературная биография

### В поэзии
Стихотворение Толкина «Приключения Тома Бомбадила» 1934 года рассказывает о Бомбадиле-«весельчаке», живущем в лесу недалеко от реки Ветлянки, где он бродит и исследует природу на досуге. Несколько таинственных обитателей леса, в том числе «дочь реки» Золотинка, злобное дерево Старый Вяз, семья барсуков и умертвия из Могильников предпринимают попытки захвата Бомбадила, но бессильны против силы голоса Тома, который противостоит им и приказывает вернуться к их естественному существованию и заснуть. В конце стихотворения Бомбадил захватывает Золотинку и женится на ней.
Позднее стихотворение «Лодочная прогулка Бомбадила» в большей степени связывает Бомбадила со Средиземьем, показывая путешествие вниз по реке Ветлянке к Брендивайну, где хоббиты живут в Хейс-Энде. По пути Бомбадила пытаются остановить различные речные жители и хоббиты, но Том приструнивает их всех своим голосом, заканчивая свой путь на ферме Мэггота, где он пьёт пиво и танцует с его семьёй. В конце стихотворения лебедь и выдры помогают Бомбадилу отвезти лодку домой. Стихотворение включает в себя ссылку на скандинавскую «Сагу о Вёльсунгах», когда Бомбадил грозит выдре, что умертвия покроют её золотом всю, кроме усов.

### В романе «Властелин колец»
Том Бомбадил появляется в повествовании в критический момент, когда Мерри и Пиппин схвачены Старой Ивой (англ. Old Man Willow), а Фродо и Сэм отчаянно пытаются спасти их. В этот момент приходит Том и, произнеся заклинание, заставляет дерево отпустить их. Затем он предлагает четырём хоббитам пройти в дом, где они встречают его жену, Золотинку, у которой Фродо спрашивает: «Кто такой Том Бомбадил?», на что та отвечает: «Он просто есть. Он таков, каким кажется, вот и всё … Он — Хозяин здешнего леса, вод и холмов».
После обеда хоббиты видят особенно странные сны: Пиппин как будто вновь оказывается внутри Старой Ивы, а Фродо видит побег Гэндальфа из Ортханка, где Саруман держал его в плену. Следующий день проходит мирно: Бомбадил рассказывает своим гостям истории о Старом лесе и Могильниках. Фродо спрашивает Тома во второй раз о его происхождении, и получает загадочный ответ:

— А? Что? — встрепенулся Том, выпрямляясь. Глаза его в полутьме заблестели. — Разве ты ещё не слышал моего имени? Вот тебе и весь ответ! И другого нету! … Ты молод, а я стар. Я — Старейший. Запомните, друзья мои: Том был здесь прежде, чем потекла вода и выросли деревья. Том помнит первую каплю дождя и первый жёлудь. Он протоптал в этом лесу первую тропу задолго до того, как пришёл Большой Народ, и он видел, как перебрались сюда первые поселенцы Народа Маленького. Он был здесь до Королей и до их усыпальниц, раньше Навий. Том был здесь, когда эльфы потянулись один за другим на запад, он помнит время, когда ещё не закруглились море и небо. Он знал Звёздную Первотьму, ещё не омраченную страхом, он помнит время, когда ещё не явился в мир из Внешней Тьмы Чёрный Властелин.— Толкин Дж. Р. Р. Глава седьмая. В доме Тома Бомбадила // Властелин колец. Книга I. Содружество Кольца / Пер. с англ. М. Каменкович, В. Каррика
После обеда хоббиты рассказывают о своих приключениях Бомбадилу, который уже знает большую часть от Мэггота и Гилдора, от которых он получил информацию. Бомбадил заставляет Фродо показать ему Единое Кольцо и надевает его на палец, но не исчезает при этом: напротив, он делает так, чтобы оно исчезло, подбросив его в воздухе, прежде чем вернуть Фродо. Когда Фродо после этого надевает Кольцо на палец, он становится невидимым для своих товарищей-хоббитов, но для Бомбадила не составляет никакой проблемы увидеть его. В ту ночь Фродо снова снится странный сон: его видение — «далёкая зелёная страна», что, вероятно, указывает на путешествие на Запад, которое произойдёт в конце романа.
На следующий день хоббиты продолжают путь, но с ними случается беда в Могильниках, и в конечном счёте они попадают к умертвиям. Фродо призывает Тома, исполнив песню, которой тот научил его. Бомбадил прибывает и заставляет умертвий отпустить хоббитов. Затем он извлекает из кургана сокровища, даёт четырём хоббитам по кинжалу — произведения кузнецов Арнора, — а затем провожает их до окраин Бри, прежде чем вернуться в свои владения.
Он последний раз упоминается во «Властелине колец», когда четыре хоббита готовятся вернуться в Шир. Гэндальф отделяется от них, объясняя, что хочет побеседовать с Бомбадилом. Он описывает себя как «камень, обречённый катиться», а Бомбадила — как «собирателя мха», ссылаясь на пословицу «камень, который катится, не собирает мха». Он также утверждает, что Бомбадил, вероятно, найдёт все их приключения неинтересными, за исключением разве что встреч с энтами.

## Имена Тома Бомбадила
Значение имени «Том Бомбадил» неизвестно. Джин Харгроув упоминает подобные «Бомбадилу» слова среднеанглийского языка, означающие «гудящий» и «скрытый». В рамках мира Средиземья Толкин относит его имя к хоббитам из Бакленда. Другие имена Бомбадила упоминаются Элрондом во время Совета. Его именем на синдарине является Иарвайн Бен-адар (синд. Iarwain Ben-adar), «старейший и безотчий», первый элемент более точно означает «старый-молодой» из-за характеристики Тома как «старого, но очень энергичного». Гномы зовут его Форн (сканд. Forn — «(принадлежащий к) древний (-им дням)»), северные люди (рохиррим и их родственники) — Оральд (др.-англ. Orald — «очень древний»).

## Трактовки личности
Точная природа Тома Бомбадила никогда не была объяснена Толкином. В письме к читателю он заявляет, что «даже в мифическом Веке должна оставаться загадка-другая, как оно всегда и бывает. Вот, например, Том Бомбадил (умышленно)». В другом письме он говорит, что «в любом мире или вселенной, созданной воображением … всегда есть нечто, что не связано с ней и относится к другой системе» и что Бомбадил «не имеет исторического происхождения в мире, описанном во „Властелине Колец“». Это, тем не менее, не помешало многим читателям «Властелина Колец» попытаться самим найти ответ на вопрос о происхождении Тома Бомбадила.
В своей статье «Природа Тома Бомбадила: Резюме» Чарльз Нод предлагает три различных толкования этого вопроса. Первое находится на поверхностном уровне, и ответ ясен: Том Бомбадил был куклой, принадлежащей детям Толкина, введённой во «Властелин Колец» потому, что их отцу нужны были «„приключения“ по дороге» в романе.
Вопрос может возникать и на уровне аллегорическом — если задаться вопросом, что «означает» этот персонаж. Опять же — ответ известен, Толкин говорил об этом в своих письмах: Бомбадил является, с одной стороны, «духом (постепенно исчезающим) окрестностей Оксфорда и Беркшира», а кроме того — «„аллегорией“ или образцом, особым воплощением чистой (подлинной) науки о природе … совершенно не озабоченным тем, чтобы со знанием этим что-то „делать“: Зоология и Ботаника, но не Скотоводство и Сельское Хозяйство». Основываясь на этих высказываниях, Чарльз Нод видит в Бомбадиле идею «бескорыстной Природы». На основании слов Золотинки о сущности Бомбадила, «он есть» (что может вызывать ассоциации со словами Господа «Аз есмь Сущий»), высказывалось предположение, что персонажа можно идентифицировать с Богом. Последняя гипотеза, предложенная читателем, была опровергнута Толкином в одном из писем.
Третий аспект вопроса, который является наиболее спорным, помещается во «внутреннем» уровне произведения: кем является Том Бомбадил в мире «Властелина Колец»?. По мнению Роберта Фостера, автора «Полного путеводителя по Средиземью», Том Бомбадил — это «дикий» Майа; идею поддержали многие другие авторы. Его близость к природе позволяет предположить, что он — слуга Йаванны. Для Джина Харгроува Золотинка является самой Йаванной, а Том, соответственно — её супругом, Валой-кузнецом Ауле. Также была предложена версия, отождествляющая его с владыкой вод Улмо. Ещё одна теория заключается в том, что Том Бомбадил является одним из духов, которые не относятся к Валар или Майар. Согласно «Сильмариллиону», в числе Айнур, направившихся в Арду, помимо Валар и Майар были неназванные по имени «существа иного чина». Одним из таких духов мог быть и Том Бомбадил. Высказывались мнения, что он является духом Средиземья или же самой Эа (Вселенной). Его уникальность привела к отношению некоторых к нему как воплощению Эру Илуватара, Единого. Однако данное утверждение противоречит мнению автора.

## Литературная критика

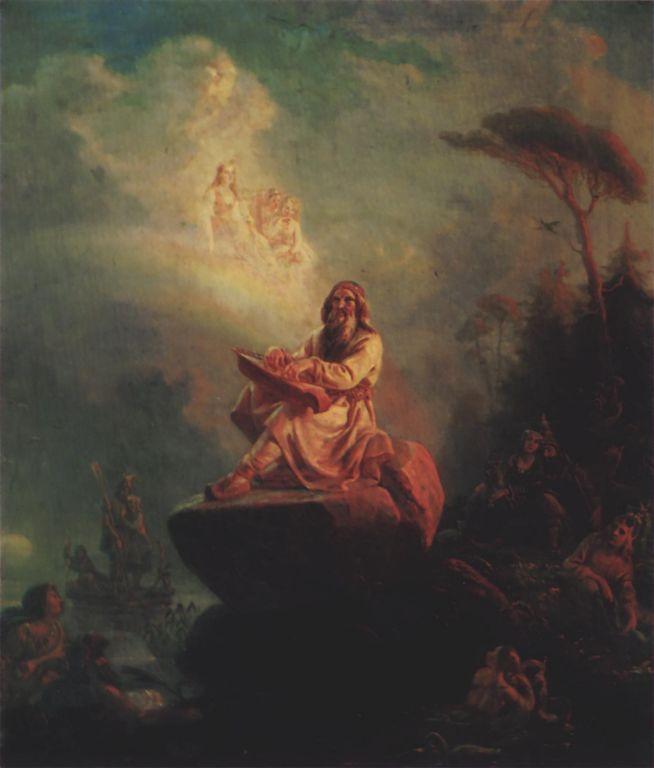
Вяйнямёйнен — один из прообразов Тома Бомбадила

Многие литературоведы связывают образ Тома Бомбадила с Вяйнямёйненом из карело-финского эпоса «Калевала». Известно, что Толкин изучал финский язык и мифологию, будучи студентом Оксфорда. Он полюбил этот язык, и его первые попытки изобрести то, что в конечном счёте стало эльфийским языком квенья, совершались под сильным влиянием финской грамматики, лексики и гармонии гласных. Руны «Калевалы» оказали большое влияние на творчество Толкина, и история Турина Турамбара, в частности, во многом основывается на легенде о Куллерво. Другой центральный персонаж «Калевалы» — Вяйнямёйнен — имеет много общего с Томом Бомбадилом. Мощь Вяйнямёйнена и Тома находится в их голосе, и они используют слова и песни для управления своей территорией и победы над врагами. При этом сила их песен основана скорее на знаниях, чем на власти и господстве. Другая общая черта персонажей — их древность. Герой финского эпоса присутствовал при создании мира, а Том, в свою очередь, является старейшим жителем Средиземья. В «Калевале» Вяйнямёйнен рассчитывает взять в жёны девушку Айно, но она не желает выходить замуж за старика, и в итоге тонет в море, становясь «дочерью вод». Бомбадилу же, напротив, удаётся жениться на Золотинке, «дочери реки».
Исследователи рассматривают Тома и Золотинку в качестве персонажей, которые символизируют Адама и Еву до их падения. Том Бомбадил — старейший, у него нет отца. Он помнит мир, ещё не подверженный Искажению. Бомбадил свободен от греха, поэтому над ним совершенно не властно Кольцо. Литературовед Джозеф Пирс обращает внимание на эпизод, когда Бомбадил даёт имена пятерым пони хоббитов, и те впоследствии всегда на них отзываются. Этот момент перекликается с описанием из Книги Бытия, в котором Адам называет всех животных. Вероятно, в образе Тома и Золотинки представлены размышления автора на тему того, какими могли быть люди, не случись грехопадения. Они присутствуют в Средиземье как напоминание об истинной природе человека.
Исследователь средневековой и современной английской литературы Джастин Нетцель предполагает, что на концепцию персонажа оказали влияние сюжеты о Туата Де Дананн из ирландской мифологии. Том Бомбадил имеет сходство с богом Лугом, который является бессмертным, обладает сверхъестественной силой и оказывает помощь людям. Песня, с помощью которой он пробуждает Кухулина, напоминает эпизод освобождения хоббитов от умертвий. Образ Могильников и умертвий связан со сходным сюжетом ирландской мифологии, в которых курганы служат входом в Другой Мир, населённый враждебными людям духами.
Рут Ноэль, автор книги о влиянии мифологии на творчество Толкина, отмечает, что Том Бомбадил представляет собой «наполовину юмористическое» божество природы, близкое к Паку из английского фольклора и древнегреческому Пану. Историк культуры Сергей Алексеев проводит параллель между эпизодами «Властелина Колец» с участием Тома и повестью Кеннета Грэма «Ветер в ивах», в сюжете которой неожиданно появляется Пан, оказывая помощь героям.
Пол У. Льюис проводит параллель между Бомбадилом и персонажем «Хоббита» Беорном, которые, по его словам, «похоже, преднамеренно разработаны как литературные дополнения друг друга». Оба героя имеют могущественные и таинственные способности, происхождение которых автором не объясняется, и тесно связаны с природой. Они живут вблизи опасного леса и помогают героям, предоставляя им приют в своём доме и выручая в критический момент (благодаря Беорну люди, эльфы и гномы одерживают победу в Битве Пяти Воинств, а Бомбадил спасает хоббитов от умертвий).

## Адаптации
Том Бомбадил отсутствует в обоих фильмах по «Властелину колец». Режиссёр Ральф Бакши говорил, что принял решение не включать его в свой мультфильм из-за незначительного вклада в развитие сюжета. Питер Джексон подобным образом объяснил отсутствие Бомбадила в своей кинотрилогии, где его роль была частично передана Древобороду, которому присвоены некоторые фразы Бомбадила из книги. Оружие четырём хоббитам подарил Арагорн. В режиссёрской версии фильма «Властелин колец: Две крепости» есть эпизод со злобным деревом, которое нападает на Мерри и Пиппина (но не в Старом лесу, как в книге, а в Фангорне), и спасает хоббитов опять же Древобород. В финском сериале «Хоббиты» роль Тома Бомбадила исполнил Эско Хукканен. В советском телеспектакле 1991 года «Хранители» (по первой книге трилогии «Властелин колец», «Братство Кольца») Тома Бомбадила играет Сергей Паршин (Золотинку играет Р. Лялейките).
В первой радиопостановке по «Властелину колец», выпущенной в 1955 году, Тома Бомбадила играет Норман Шелли. Золотинка в ней представлена как его дочь, а не как жена, а Старая Ива изображается как союзник Мордора, — два искажения, которыми Толкин был сильно недоволен. В постановке для американского радио 1979 года роль Бомбадила была исполнена Бернардом Мейсом, но персонаж отсутствует во второй британской постановке, созданной для Би-би-си в 1981 году. Этот выбор оказался трудным для Брайана Сибли, одного из авторов сценария, и когда он осуществил в 1992 году постановку по  «Сказкам Волшебной страны» (сборник коротких историй Толкина), он решил заменить стихотворение «Приключения Тома Бомбадила» постановкой по главам «Властелина колец», в которых фигурирует Бомбадил.
Том Бомбадил также появляется в нескольких играх на основе книги Толкина: в стратегии The Lord of the Rings: The Battle for Middle-earth II, где его могут призвать люди и эльфы с помощью специальной способности, и в MMORPG «Властелин Колец Онлайн: Тени Ангмара». Несмотря на отсутствие в фильмах Питера Джексона, он присутствует в коллекционной карточной игре по трилогии, где сыгран Гарри Веллекрю. Также Том Бомбадил появляется в двух видеоигровых адаптациях «Властелина колец»: The Lord of the Rings: The Fellowship of the Ring и Lego The Lord of the Rings.
Изображения Тома Бомбадила создали художники Джон Хау, Тед Несмит, Грег и Тим Хильдебрандты, Алан Ли, Анке Эйсманн и Роджер Гарленд.